# 자유로정렬
자유로정렬(약칭 자정)은 자유시장경제와 자유민주주의의 가치를 대한민국 사회에 널리 전파하고자 2017년 12월 17일 창립한 청년 시민 단체다. 사유 재산권 보장과 정부의 경제 개입 축소를 주장한다. 북한의 인권 탄압과 중국의 팽창주의에 대한 비판의 목소리를 높이고 있으며, 미국과 일본에 우호적인 성향을 띤다. 48년 건국설을 지지한다.

## 연혁
- 2017년 2월 25일 애국청년포럼 창립
- 2017년 7월 6일 자유로정렬 창립 (단체명 변경)

## 주요 활동
- 자유로정렬은 자유시장경제와 자유민주주의 가치를 기반으로 한 학술활동과 문화행사 등 다양한 활동을 제시하고 있다.
- 정치/경제/사회/문화 전반에 걸친 활동을 하고 있다.